# Rhabdomastix (Rhabdomastix) galactoptera
Rhabdomastix (Rhabdomastix) galactoptera is een tweevleugelige uit de familie steltmuggen (Limoniidae). De soort komt voor in het Nearctisch gebied.